# Piero Drogo

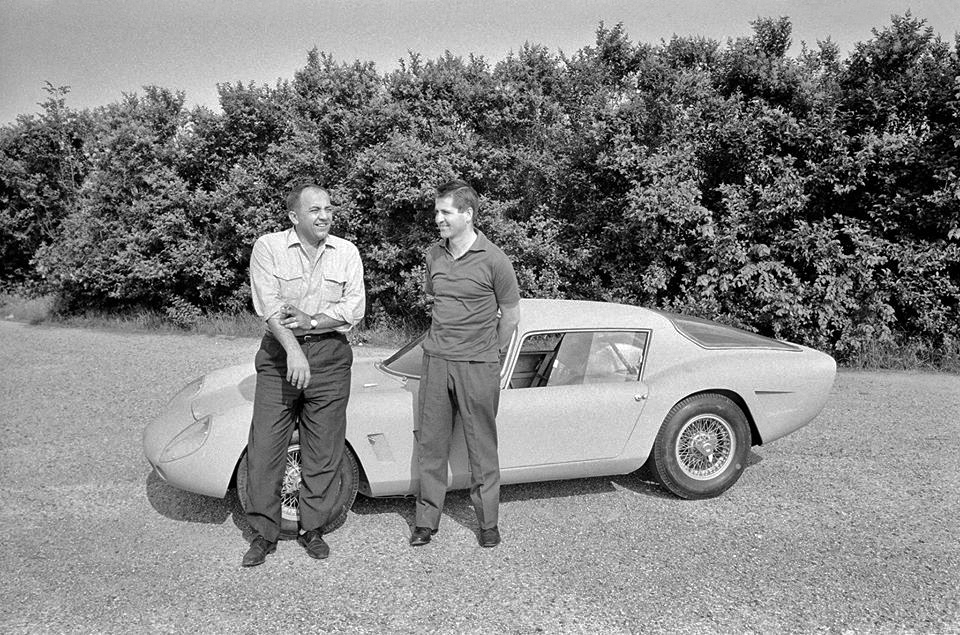
Piero Drogo (links) en Giotto Bizzarrini (rechts) in de jaren 60. Op de achtergrond de ASA 1000 GTC die zij samen creërden

Piero Drogo (Vignale Monferrato, Alessandria, 8 augustus 1926 - Bologna, 28 april 1973) was een Formule 1-coureur uit Italië. Hij reed 1 Grand Prix; de Grand Prix van Italië van 1960 voor het team Cooper.